# Salix baileyi
Salix baileyi là một loài thực vật có hoa trong họ Liễu. Loài này được C.K. Schneid. miêu tả khoa học đầu tiên năm 1920.